# Museo del Ejército y Fuerza Aérea Mexicanos (Coyoacán)
El Museo del Ejército y Fuerza Aérea Mexicanos, también conocido como MUEFA, se creó con el objetivo de mostrar los momentos más representativos de las Fuerzas Armadas de México.

## Historia
El edificio que ocupa el museo fue construido para resguardar una subestación de energía eléctrica de la red de tranvías de la Ciudad de México, en el tramo de San Antonio Abad a Churubusco, por lo que el edificio como se encuentra en la actualidad data de principios de 1906 y abasteció de energía para toda la circulación de tranvías de la Calzada de Tlalpan. Ya en 1970 se transformó para ser bodega de la  Línea 2 del Metro del Metro de la Ciudad de México. Posteriormente en 1990 el inmueble fue remodelado para albergar el Museo Cultural de Artes Gráficas. Finalmente durante el periodo de la conmemoración del Bicentenario de la Independencia de México y el Centenario del inicio de la Revolución mexicana se modificaron los espacios por parte de la Secretaria de Defensa Nacional y así poder exhibir la historia del Ejército y la Fuerza Aérea.

## Salas
Durante el trayecto por las salas del MUEFA, se expone el trabajo realizado por el Ejército Mexicano en el transcurso de los momentos más importantes de la historia, así como las actividades que se realizan hoy en día por parte de las Fuerzas Armadas.
Algunas de ellas son: 
- Sala de Uniformes Históricos, donde se presentan los uniformes que se han utilizado a lo largo de la historia por el ejército mexicano a partir de la Independencia hasta la Revolución mexicana.
- Galería Histórica, en el cual se exhiben diversos artículos militares de uso diario acompañados de imágenes que denotan el desarrolla de la independencia y la formación del Estado Mexicano durante el siglo XIX
- Galería de los Héroes, esta sala es completamente didáctica ya que se pueden escuchar y ver las propuestas y proclamas de distintos héroes mexicanos, así como poder visualizar las batallas más relevantes de la Independencia y la  Revolución.[4]

## Ubicación
Se encuentra cerca de la estación del metro General Anaya, Línea 2 en la Calzada de Tlalpan No. 1838, colonia Churubusco Country Club, Alcaldía Coyoacán.

## Ligas externas
- Wikimedia Commons alberga una categoría multimedia sobre Museo del Ejército y Fuerza Aérea Mexicanos.
- Museo del Ejército y Fuerza Aérea Mexicanos, en la ciudad de Puebla

- Datos: Q24533174
- Multimedia: Museo del Ejército y Fuerza Aérea Mexicanos / Q24533174